# Camerata Salzburg
Die Camerata Salzburg (Eigenschreibweise CAMERATA, vormals Camerata Academica des Mozarteums Salzburg bzw. Camerata Academica Salzburg) mit Sitz in Salzburg ist ein österreichisches Kammerorchester.

## Geschichte
1952 gründete der in Salzburg wirkende Wiener Dirigent und Musikwissenschaftler Bernhard Paumgartner die Camerata Academica. Das Credo des aus Lehrenden und Studierenden des Mozarteums bestehenden Klangkörpers lautete „Musizieren in Eigenverantwortung mit Gemeinschaftssinn“. Von Beginn an verpflichtete sich die Camerata vorrangig dem Schaffen von Wolfgang Amadeus Mozart.
In ihren Konzerten verband die Camerata Academica Mozarts symphonisches Werk immerzu mit einem seiner Solokonzerte. Dafür wurden prominente Musiker wie Clara Haskil oder Alfred Brendel eingeladen. Sowohl Tourneen als auch Einspielungen wie die Gesamtaufnahmen der Mozart-Klavierkonzerte mit Géza Anda als Solisten in den 1960er Jahren und mit Sir András Schiff in den 1980er Jahren verankerten das Orchester auf dem internationalen Musikmarkt.
Unter dem auf Paumgartner und dessen Nachfolger Antonio Janigro folgenden Chefdirigenten Sándor Végh, (1978–1997) etablierte sich das Orchester weiterhin. Mit ihm am Pult bekamen zudem das Opernrepertoire Mozarts sowie auch Werke von Haydn, Beethoven und Schubert eine zunehmende Bedeutung. Die Einladungen zu den Salzburger Festspielen als Opernorchester (auch unter anderen Dirigenten) ließen das Orchester weiter wachsen.
Nach Véghs Tod prägte Sir Roger Norrington von 1998 bis 2006 als Chefdirigent das Orchester. Mit seinem historisch informierten Stil erweiterte er das Repertoire der Camerata von der Klassik und Romantik bis Schönberg. Bis heute ist Norrington als Ehrendirigent dem Orchester verbunden. Genau wie mit Végh kam das Orchester auch durch ein vom Solopart geführtes Violinkonzert mit dem Geiger Leonidas Kavakos in Kontakt, der das Orchester von 2006 bis 2009 leitete.
Sein Nachfolger war bis 2016 der französische Dirigent Louis Langrée. Er war der bislang letzte Chefdirigent der Camerata Salzburg. Seither übernehmen die Musiker der Camerata die künstlerische Leitung und spielen unter eigener Führung der Konzertmeister Gregory Ahss und Giovanni Guzzo als „Primus inter pares“ sowie in Zusammenarbeit mit Gastdirigenten wie Franz Welser-Möst, Sir John Eliot Gardiner, Philippe Herreweghe, Andrew Manze und Teodor Currentzis. Solisten wie Janine Jansen, Hélène Grimaud, Víkingur Ólafsson, Pekka Kuusisto, Igor Levit, Jan Lisiecki, Rolando Villazón, Kian Soltani, Seong-Jin Cho, Heinrich Schiff, Mitsuko Uchida oder Anne-Sophie Mutter arbeiteten ebenfalls mit dem Orchester zusammen.
Zu den ehemaligen Generalsekretären und Vorsitzenden zählen unter anderem Matthias Naske, Benedikt Fohr, Sarah Wedl-Wilson, Shane Woodborne, Lutz Hochstraate und Michael Sowa.
In Salzburg ist die Camerata eines der Stammensembles der Salzburger Festspiele und der Mozartwoche. Sie hat zudem einen eigenen Abonnementzyklus im Großen Saal der Stiftung Mozarteum. Die Camerata musiziert regelmäßig bei internationalen Festivals wie Rheingau Musik Festival, Montreux Festival, Tiroler Festspiele Erl, Schleswig-Holstein Musik Festival, Gstaad Menuhin Festival, Hong Kong Arts Festival, Festival de Paques d’Aix-en-Provence, George Enescu Festival Bukarest und Festival der Nationen. Mit dem Wiener Konzerthaus verbindet die Camerata seit 1959 eine Partnerschaft und das Orchester spielt dort jede Saison mehrere Konzerte. Auf ihren Tourneen macht die Camerata bei weiteren Konzerthäusern wie dem Brucknerhaus Linz, Prinzregententheater München, Elbphilharmonie Hamburg, Alte Oper Frankfurt, KKL Luzern, Kölner Philharmonie, Victoria Hall Genf, Philharmonie de Paris, Konzerthaus Berlin, Philharmonie Luxembourg, Tonhalle Düsseldorf und Stuttgarter Liederhalle Station.
Neben dem Schaffen von Wolfgang Amadeus Mozart stehen auch Werke von Joseph Haydn, Ludwig van Beethoven und Franz Schubert im Mittelpunkt. 
Platten- und CD-Einspielungen bei Labels wie der Deutschen Grammophon, DECCA, Sony oder Warner Classics wurden mit Preisen ausgezeichnet. Die jüngste, von der Kritik gelobte CD-Einspielung „The Messenger“ wurde 2020 mit der französischen Pianistin Hélène Grimaud und Werken Mozarts und des ukrainischen Komponisten Valentin Silvestrov bei der Deutschen Grammophon veröffentlicht.

## Chefdirigenten
- 1952–1971: Bernhard Paumgartner
- 1971–1974: Antonio Janigro
- 1978–1997: Sándor Végh
- 1997–2006: Sir Roger Norrington
- 2007–2009: Leonidas Kavakos
- 2011–2016: Louis Langrée